# ثورة المستخدم

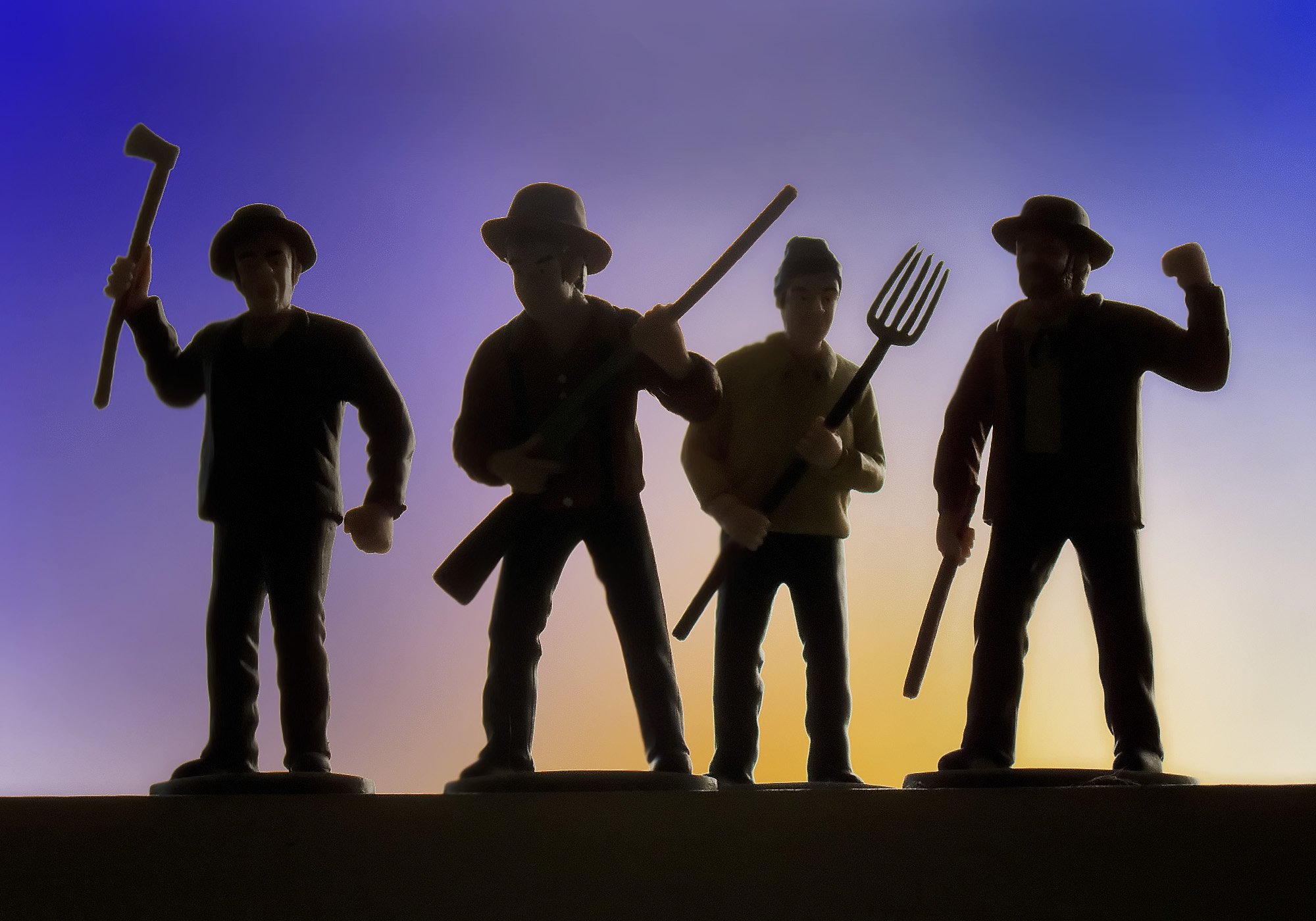

ثورة المستخدم هي معارضة اجتماعية يحتج فيها مستخدمو موقع ويب بشكل جماعي وصريح على تعليمات استخدام الموقع الصادرة عن المضيف أو المسؤول الخاص عن هذا الموقع. يتمكن مضيفو موقع الويب أحيانًا من التحكم في استخدامه بطرق معينة، لكنهم يعتمدون أيضًا على المستخدمين للامتثال للقواعد الاجتماعية الطوعية لكي يعمل الموقع بالشكل الذي يرغب به المضيفون. تحدث ثورة المستخدم عندما يحتج مستخدمو موقع الويب على القواعد الاجتماعية الطوعية الخاصة بالموقع ويستخدمونه بطريقة تتعارض مع رغبات مضيف الموقع أو مسؤوليه. ثورة المستخدم هي عملية تبدأ بحدث محوري ثم تمرد ثم استجابة لذلك التمرد.

## الاختلاف عن النشاط القائم على الإنترنت
أحيانًا يسمى النشاط القائم على الإنترنت ثورة مستخدم عندما يحتج مستخدمو موقع ويب على شروطه أثناء استخدامهم لهذا الموقع من أجل أغراض أخرى. قد يكمن الاختلاف بين ثورة المستخدم والنشاط القائم على الإنترنت في أن هدف الاحتجاج من ثورة المستخدم يتمثل في التمرد على الموقع نفسه، أما في النشاط القائم على الإنترنت فإن الهدف الأساسي للاحتجاج هو شيء آخر غير إصلاح موقع الويب، على الرغم من أن المواقع التي تنشئ حواجز أمام الاحتجاج الأكبر قد تواجه بالتبعية ثورة مستخدم نتيجة المشاركة في الصراع الأكبر. المثال الذي قد يكون مناسبًا لنشاط قائم على الإنترنت يشمل ثورة مستخدم هو حين يرغب المستخدمون بالدخول في نقاش سياسي محظور على موقع الويب في حين أن الحكومة تُجبر مضيف الموقع على مراقبة تلك النقاشات. الصراع الأساسي في هذه الحالة هو بين المستخدمين والحكومة ولا صلة له بالموقع نفسه كوسيلة اتصال. ومع ذلك، عندما يختار موقع الويب، كوسيلة اتصال، إنشاء عوائق أمام التواصل للمستخدمين فإن مستخدميه ينظمون ثورةً للمستخدم حتى عندما يكون الهدف الأساسي هو شيء آخر غير الاحتجاج على موقع الويب.
أدت الأمثلة لنشاطات قائمة على الإنترنت إلى ثورات مستخدمين تتضمن وسائل التواصل الاجتماعي خلال الربيع العربي وثورة تويتر.

## أمثلة

### إيه أو إل AOL
في عام 1997، عدلت شركة إيه أو إل شروط الخدمة الخاصة بها للسماح لها ببيع أرقام هواتف المستخدمين إلى التسويق عبر الهاتف. اشتكى المستخدمون، وردًا على ذلك، قدمت الشركة نظام إلغاء الاشتراك.

### ديغ
في عام 2007 خلال جدال مفاتيح تشفير نظام محتوى الوصول المتقدم (إيه إيه سي إس AACS)، بدأ العديد من مستخدمي الإنترنت في نشر كود فك التشفير لنظام محتوى الوصول المتقدم على مواقع ويب مختلفة. الأثر الناتج عن ذلك هو أن الكود قد مكّن أي شخص من كتابة برامج بسيطة. كمثال، دي إي سي إس إس الذي مكّن أي شخص من نسخ أقراص الدي في دي ونسخ محتواها كما يحلو له. جعل إطلاق مفتاح التشفير وبرامج الضغط المشتقة التوزيعَ غير المشروع للوسائط المحمية بحقوق الطبع والنشر أسهل لأي شخص يرغب في مشاركة المحتوى الذي كان مؤمّنًا في السابق بواسطة نظام إيه إيه سي إس. نُشرت أكواد إيه إيه سي إس في العديد من الأماكن، أحد تلك الأماكن هو موقع ديغ.
في 1 مايو عام 2007، ظهر مقال على الصفحة الرئيسية لديغ يحتوي على مفتاح التشفير الخاص بإيه إيه سي إس لحماية إدارة الحقوق الرقمية للدي في دي عالي الدقة وأقراص البلو راي. أزال ديغ، بناءً على نصيحة محاميه، نشر المشاركات حول الرقم السري من قاعدة البيانات الخاصة به وحظر العديد من المستخدمين عن نشره. اعتبر العديد من مستخدمي ديغ عمليات الإزالة استسلامًا لمصالح الشركات واعتداءً على حرية التعبير. نسب بيان صادر عن جاي أديلسون عمليات الإزالة إلى محاولة الامتثال لخطابات التوقف والامتناع القادمة من اتحاد نظام محتوى الوصول المتقدم واستشهد بشروط استخدام ديغ كمبرر للإزالة. على الرغم من أن بعض المستخدمين دافعوا عمّا فعله ديغ، فقد قامت جماعة المستخدمين ككل بثورة واسعة النطاق مع العديد من المقالات والتعليقات التي كُتبت باستخدام مفتاح التشفير. كان نطاق استجابة المستخدم كبيرًا لدرجة أن أحد مستخدمي ديغ أشار إليه باسم «حفل شاي بوسطن الرقمي». كانت تلك الاستجابة مسؤولة أيضًا بشكل مباشر عن عكس ديغ لسياستها والتصريح: «لكن الآن، بعد رؤية مئات القصص وقراءة الآلاف من التعليقات، لقد أوضحتم الأمر. أنتم تفضلون أن تروا ديغ تسقط وهي تقاتل على أن تنحني لشركة أكبر، نحن نسمعكم، ومنذ هذه اللحظة لن نقوم بحذف القصص أو التعليقات التي تحتوي على الكود وسوف نتعامل مع أي عواقب قد تحصل».

#### الثورة على ديغ ڤي4 والهجرة إلى ريديت
عندما أعاد ديغ تصميم الموقع في 2010، ثار المجتمع واستخدموا المنصة نفسها للإعلان عن هجرتهم إلى الموقع المنافس ريديت.
كان إطلاق النسخة الرابعة غير مستقر من البداية. كان الموقع لا يمكن الوصول إليه أو غير مستقر لمدة أسابيع بعد إطلاقه في 25 أغسطس 2010. اشتكى العديد من المستخدمين من التصميم الجديد وإزالة عدة عناصر مميزة (مثل الأشياء المدفونة والمفضلة واقتراحات الأصدقاء والصفحات القادمة والفئات الفرعية والفيديوهات وتاريخ البحث) بعد تمكنهم أخيرًا من الوصول إلى الموقع. رد كيفين روز على الشكاوى المكتوبة على مدونته، واعدًا أن يصلح الخوارزمية ويعيد بعض العناصر.

قال أليكسيس أوهانيان، مؤسس الموقع الخصم ريديت، لروز في خطاب مفتوح:
... تفوح من هذا الإصدار الجديد من ديغ رائحة رأس مال مُخاطر. إنها تجمع العناصر المميزة من المواقع الأكثر شعبية مجردةً من جوهر الموقع ديغ، ما «أعاد القوة للناس ثانيةً».
أعلن المستخدمون المستاؤون عن «يوم ترك ديغ» في 30 أغسطس 2010، واستخدموا خاصية الإرسال التلقائي الموجودة في موقع ديغ نفسه لملء الصفحة الأمامية بمحتوى من موقع ريديت. أضاف ريديت أيضًا مجرفة ديغ لشعارهم ترحيبًا بالمستخدمين المهاجرين من موقع ديغ.
انخفض معدل ارتياد موقع ديغ بشكل ملحوظ بعد إطلاق الإصدار 4، وأعلن الناشرون عن انخفاض في الإحالات المباشرة من قصص ديغ على الصفحة الأمامية. حاول الرئيس التنفيذي الجديد مات ويليامز أن يعالج بعض ما أقلق المستخدمين في منشور على مدونة يوم 12 أكتوبر 2010، ووعد أن يعيد العديد من الخواص المميزة التي أُزيلت.

### فيسبوك
كانت هناك ثورة مستخدمين على فيسبوك في 2006 ورد طاقم العمل على المستخدمين.
في 2007، كانت هناك ثورة ضد فيسبوك لبيعه معلومات المستخدمين إلى شركات الإعلان.
في 2009، كانت هناك تكهنات أن مستخدمي فيسبوك سيثورون على إعدادات الخصوصية.
في 2010، ترك حوالي 34000 مستخدم موقع فيسبوك بسبب مشكلات تتعلق بالخصوصية كجزء من حملة يوم 31 مايو «يوم ترك فيسبوك».

### إنستغرام
أطلق تغيير في شروط الخدمة شرارة ثورة مستخدمين في 2012.
حتى أثناء الثورة، ظل إنستغرام يستقبل العديد من المستخدمين الجدد.

### لايف جورنال
ثار مستخدمو لايف جورنال في 2007 عندما مسحوا بعض محتويات الموقع.

### بايريت باي (موقع خليج القراصنة)
سعت شركة صنع الألعاب العالمية إكس إلى شراء بايريت باي في 2009. أدى هذا إلى ثورة مستخدمين، إذ احتج مشتركو المجتمع على عملية البيع واعتبروا أنه خيانة لقيم المجتمع.

### ريديت
في 2 يوليو 2015، بدأ موقع ريديت يشهد سلسلة من التعتيمات لأن المشرفين غيروا مجتمعات المستخدمين الشعبية إلى الحالة الخاصة في حدث سُمي «أماغيدون»؛ وهو مصطلح مركب من «أما-AMA» التي تعني «اسألني أي شيء» و«أرماغيدون» (أي حلبة قتال). حدث هذا احتجاجًا على طرد فيكتوريا تايلور التي كانت مديرة تساعد في تنظيم لقاءات حوارية يجريها المواطنون مع أناس مشهورين على منصة سابريديت ذات الشعبية الكبيرة «اسألني أي شيء». عبر منظمو التعتيم عن استيائهم من قطع الصلة حديثًا بين ريديت ومشرفي منصات سابريديت. اشتدت عمليات الانسحاب في 3 يوليو حين أنشأ مدير المجموعة السابق دايفيد كرواتش فقرة «اسألني أي شيء» حول طرده. أعلن قبل أن يمسح منشوراته أن إلين باو طردته بعام واحد من التغطية الصحية عندما أُصيب بالسرطان ولم يتعافَ بسرعة كافية. أعقب هذا إنشاء عريضة على موقع تغيير.أو آر جي (Change.org) لإزالة باو عن منصبها كمدير تنفيذي لشركة ريديت، ووصل عدد التوقيعات عليها إلى أكثر من 200000 توقيع. نشرت باو ردًا في 3 يوليو، بالإضافة إلى تكملة له في 6 يوليو، اعتذرت فيه عن التواصل السيئ وعدم الوفاء بالوعود. اعتذرت أيضًا بالنيابة عن المديرين الآخرين، ونوهت إلى أن هذه المشاكل قد حدثت بالفعل على مدار السنوات العديدة الماضية. في 10 يوليو، استقالت باو من منصب المدير التنفيذي، وحل محلها المدير التنفيذي السابق والشريك المؤسس ستيف هافمان.